# Еуген Инђић
Еуген Инђић (Београд, 11. март 1947 — 28. фебруар 2024) био је француско-амерички пијаниста.

## Биографија
Његов отац је био Србин, генерал југословенске војске током Другог светског рата. Мајка му је била Рускиња и аматерски је свирала клавир. Инђић је емигрирао са породицом е у САД када му је било четири године. Тамо је постао фасциниран клавиром, након што је чуо снимак Шопенове Фантазије-Импромпту и Полонеза у А-дуру. Клавиру га је прво учио грузијски професор клавира Стефани.
Са 11 година већ је свирао Листову Кампанелу и Мађарску рапсодију бр. 13 на телевизији NBC, а са 12 је направио свој први снимак за RCA Records на сопственом клавиру Рахмањинова, свирајући Бетовенове композиције. Са 13 година извео је Листов клавирски концерт у Ес-дуру и годину дана касније Брамсов клавирски концерт бр.2 са Вашингтонским националним симфонијским оркестром.
Између 1961. и 1969. године, на позив Артура Фидлера, Еуген Инђић је наступао више пута током сваке сезоне са Бостонским поп оркестром. Његова прва концертна турнеја (са 13 концерата) била је у Данској (1963), заједно са Александром Боровским. Политикен из Копенхагена је написао: „Он свира Шопена као Пољак, Дебисија као Француз и Прокофјева као руски мајстор“.
Као „Леонард-Бернстајн стипендиста“ на Универзитету Харвард, студирао је музикологију и композицију код Лоренса Д. Бермана и Леона Киршнера, дипломирао је са похвалом 1969. године. Леонард Бернстајн га је описао као изванредног пијанисту и музичара, а Емил Гилелс га је назвао јединственим и надахнутим уметником. Док је био на Харварду, држао је и приватне часове у школи Џулијард код Мечислава Мунца и ученика Розине Левин Ли Томпсона.
Године 1968. упознаје Артура Рубинштајна, који му је остао пријатељ и ментор до његове смрти, назвавши Инђића „пијанистом светске класе, ретког музичког и уметничког савршенства”.
Студирао је композицију у Паризу, а онда се дефинитивно настанио у Француској 1972. године након што се оженио Одил Рабo, унуком француског композитора Анрија Рабоа, која је наследила Фауреа на месту директора Париског конзерваторијума, и случајно 1919. првог француског диригента Бостонског конзерваторијума. 
Победник је на три међународна такмичења: Варшава (1970), Лидс (1972) и Рубинштајн Тел Авив (1974).
Инђић је наступао са водећим оркестрима Сједињених Држава, Европе и Азије. Наступао је у најпознатијим музичким дворанама широм света.
Еуген Инђић је позван да учествује у телевизијској копродукцији (Француска, Пољска, Јапан) Шопенових комплетних дела и снимао је за дискографске куће Polskie Nagrania / Muza, Columbia Records, RCA Victor, Claves и Calliope.
Његова дискографија обухвата дела Шопена (Концерти за клавир, комплетне баладе, Шерци, Импромпт, Сонате и Мазурке) Дебисија, Шумана, Прокофјева, Стравинског као и Бетовена. Arte Nova Classic је објавио Инђићеве наступе уживо са СВФ оркестром Концерта у бе-молу Чајковског са Ахроновичевим и Рахмањиновим Паганинијевим варијацијама са Синополијем. Његов снимак Шопенових Мазурки био је двоструко цењен због подвале Џојс Хато. Енглеска пијанисткиња потписала је своје име на овом диску и добила одличне критике.
Поред наступа, Инђић је редовно држао мајсторске курсеве у Европи, Јапану и Сједињеним Америчким Државама. Често је био члан жирија на међународним такмичењима међу којима су Међународно такмичење Шопен, Лист Вроцлав, Рубинштајн Тел Авив, Прашко пролеће, лисабонска Виана Да Мота.
Године 2010. проглашен је „резидентним уметником“ у Прашком симфонијском оркестру.